# 致命復活
《致命復活》（英語：Dead Wrong），香港電視廣播有限公司拍攝製作的時裝懸疑、驚悚、犯罪、愛情、人性電視劇，以單機拍攝。由郭晉安及萬綺雯領銜主演，並由黃德斌、王浩信、朱晨麗、何雁詩及譚凱琪聯合演出，編審吳肇銅，監製林志華。
此劇於越南胡志明市取景，故事透過男主角韋逸昇（郭晉安飾）被綁架而失蹤10年，後獲救逐漸走火入魔，「用自己方法」向策劃者進行報復。
此劇為2016香港國際影視展12部推介劇集之一及2016年中国国际影视节目展所推介的11部劇集之一，亦是無線電視邁向50週年台慶劇之一，同時亦由星夢郵輪冠名贊助。
在此劇開播時，TVB Anywhere網站的登入畫面中採用此劇的劇照圖片。

## 演員表

### 韋家
| 演員           | 角色   | 暱稱／關係 | 出現年份                                   |
| 馮素波         | 賴惠卿 | 阿媽、奶奶 韋逸隆、韋逸昇之母 周瑞娥、阮喬之家姑 韋子誠、韋子聰之祖母 | 2006、2013、2016                           |
| 古明華         | 韋逸隆 | 阿隆 手機店東主 賴惠卿之長子 韋逸昇之兄，於十年前（2006年）間接令其被綁架十年，後於三年前（2013年）間接令其失去一切 周瑞娥之夫 韋子誠之父 韋子聰之大伯父 十年前因生意失敗欠債而被亞昌威逼與其合謀劫走救韋逸昇的贖金，同時亦被林浩仁得知 於第22集被亞昌威脅及被韋逸昇得知，後把亞昌打至重傷 於第28集向警方自首並收監半年 | 2006、2013、2016                           |
| 李漫芬         | 周瑞娥 | 韋逸隆之妻 賴惠卿之媳婦 韋逸昇之大嫂，並針對兼妒忌其，最後和好 阮喬之妯娌，並針對兼妒忌其 韋子誠之母 韋子聰之大伯娘 為人貪財、好无事生非，後改過 | 2006、2013、2016                           |
| 郭晉安         | 韋逸昇 | Vincent、阿昇 繼才策略顧問公司合夥人／資深企業顧問，第7集起為企業顧問助理，第15集後接管，第20集為逸聰策略顧問公司老闆 賴惠卿之幼子 韋逸隆之弟，於2006年間接被其綁架十年，後於2013年間接令自己失去一切 韋子誠之二叔父 周瑞娥之叔仔，被其針對兼妒忌，最後和好 阮喬之夫，因失踪十年而被法庭宣判死亡導致婚姻無效（於第2集；三年前；2013年），最後復合 韋子聰之父 林浩仁之好友兼情敵，被其妒忌兼用偷聽器監聽，後反目並成為天敵 於第1集（十年前；2006年）與康成哲及葉青在越南被武振南綁架而失蹤十年，期間毫無音訊而被法庭（於第2集；三年前；2013年）宣佈死亡，後於第2集因傻強被毒蛇咬死（三年前；2013年）而無人看管兼用了三年時間磨斷鎖鏈並成功磨斷而成功逃走，於第3集（回岸越南前三天）自己用木製造船回去，途中被漁船救回；於第4集（2016年）再次去越南追訴賠償，其間開始懷疑阮喬與林浩仁的關係，後於第5集發現，於第6集毆打林浩仁，後原諒其 由於被困山洞十年，所以只要一緊張就會做出右手磨大腿的小動作（與其試圖逃脫時磨斷鐵鏈的動作相同），自己獨立一人時，會出現幻覺，甚至會畫一些的符號 於第11集被關士杰陷害不誠實使用電腦而被捕 於第14集因阮喬假意抹黑自己而脱罪，得知關土杰陷害自己及誤會其為十年前綁架自己的主謀而囚禁其於下水道並害其至心臟病發而下半身癱瘓 於第15集接手管理繼才 於第16集得知關土杰不是綁架其的主謀而内疚並離開繼才及香港 於第18集因林浩仁製造阮喬自殺假象而誤會自己逼到其自殺而内疚及離開越南，後返回香港並在冠記麵店做洗碗工人而變成自暴自棄 於第20集成立逸聰策略顧問公司 於第22集得知韋逸隆十年前令其間接被綁架十年 於第22集被林浩仁誣陷自己間接令阮喬流產而被其毆打 於第23集得知林浩仁為綁架自己的主謀 於第24集因康成哲發生車禍而重傷昏迷後企圖開車撞死林浩仁，後得知康成哲十年前間接令自己被失救而開始復仇並與康成哲擄走林翠宜來威脅林浩仁 於第24集起開始利用阮喬、康成哲、葉秋及林翠宜向林浩仁復仇 於第25集間接令林翠宜失明，後得知林浩仁一直監聽自己並被其下藥而開始精神崩潰，更被其企圖炸死 於第26集在越南被林浩仁企圖買槍殺害並被其設局陷害而險被其炸死 於第27集反設局陷害林浩仁並把其打至重傷，後迷暈葉秋並擄走林浩仁，後把其囚禁其於山洞裡，後企圖殺死康成哲和林浩仁 於第28集得知阮喬才是間接令自己被綁架的主腦，但選擇原諒其，後來返回越南尋找阮喬，最後與其復合 參見繼才策略顧問公司 | 2000、2006、2010、2013、2016               |
| 萬綺雯         | 阮 喬  | Cathy、阿喬 越南華僑／事務律師，後被吊銷牌照 韋逸昇之妻，因其失踪而被法庭宣判死亡導致婚姻無效（於第2集；三年前；2013年），最後復合 賴惠卿之媳婦 韋逸隆之弟婦 周瑞娥之妯娌，被其針對兼妒忌 林浩仁之青梅竹馬兼好友，因韋逸昇失踪及被法庭死亡判而改嫁於其，後來被其用偷聽器監聽 林翠宜之堂嫂子 韋子聰之母 茅學儒之徒弟 葉青，葉秋之情敵 十年前（2006年）因葉青展示其與韋逸昇的偷情照，誤以為韋逸昇有婚外情而感苦惱，從而向武振南訴苦並一時意氣要求其令葉青消失，卻間接令韋逸昇、康成哲及葉青在越南被綁架，間接令葉青被殺害及令韋逸昇失踪十年 與武振南及林浩仁在越南孤兒院長大並被他們暗戀 於第1集（十年前；2006年）在越南為救韋逸昇而險被武振南強姦及被其劫持，後被林浩仁救回 於第11集為幫韋逸昇脱罪而開始假意抹黑其 於第15集因被控妨礙司法公正而被吊銷牌照 於第17集在越南被林浩仁把止痛藥換成安眠藥而被其製造為自殺假象來逼走韋逸昇 於第20集懷孕，但患有特異性血小板紫斑症，不適宜懷孕，後於第22集為救韋逸昇而流產 於第24集得知林浩仁所做的壞事，但選擇原諒其 於第24集起被韋逸昇利用向林浩仁復仇 於第26集因得知林浩仁欲殺害韋逸昇而企圖毒死其 於第27集與葉秋及康成哲企圖阻止韋逸昇殺害林浩仁，並與葉秋企圖把林浩仁救走，但失敗 於第28集向韋逸昇道出是自己間接令其被綁架的主腦並內疚而離開香港，最後與韋逸昇在越南重逢並復合 | 1991（少年）、2000、2006、2010、2013、2016 |
| 鄭耀軒（幼年） | 韋子誠 | 誠哥（韋逸隆專稱） 韋逸隆、周瑞娥之子 韋逸昇、阮喬之侄子 賴惠卿之孫 韋子聰之堂兄 | 2006                                       |
| 譚真一         | 韋子誠 | 誠哥（韋逸隆專稱） 韋逸隆、周瑞娥之子 韋逸昇、阮喬之侄子 賴惠卿之孫 韋子聰之堂兄 | 2016                                       |
| 陳子樂         | 韋子聰 | 子聰 患有自閉症 韋逸昇、阮喬之子 林浩仁之繼子 韋逸隆、周瑞娥之侄子 賴惠卿之孫 韋子誠之堂弟 於第23集因恐懼林浩仁而從高處失足墮下而重傷 於第25集康復並出院 | 2006、2013、2016                           |

### 康家
| 演員   | 角色   | 暱稱／關係 | 出現年份                                   |
| 洋     | 康文瀚 | 瀚達益董事長 馬慧琪之夫 康成哲之繼父，與其不和（實質非常愛鍚其，對其視如己出，甚至輕微偏心），後和好 康成賢之父，後反目 於第3集登場 於第21集被康成賢激至心臟病發而昏迷 於第23集康復出院 | 1996、2006（僅被韋逸昇、康成哲提及）、2016 |
| 謝雪心 | 馬慧琪 | 康太、伯母 康文瀚之妻 康成哲、康成賢之母，後與康成賢反目 林翠宜之好友 於第3集登場 於第23集揭發康成賢企圖賤賣瀚達益股份並趕他出公司 | 1996、2006（僅被韋逸昇、康成哲提及）、2016 |
| 王浩信 | 康成哲 | Max 前瀚達益總經理／繼才策略顧問公司經理／企業顧問，於第28集為瀚達益行政總裁 康文瀚之繼子，與其不和，後和好 馬慧琪之長子 康成賢同母異父之兄，與其不和兼被其針對及陷害，後反目 於第1集（十年前；2006年）與韋逸昇及葉青在越南被武振南綁架，後成功逃走，但患有創傷後遺症及以為自己害死韋逸昇而性情大變 於第24集發生車禍而重傷昏迷，後甦醒並被韋逸昇得知十年前（2006年）自己間接令其被失救，後與韋逸昇擄走林翠宜來威脅林浩仁 於第25集間接令林翠宜短暫失明 於第27集與阮喬及葉秋企圖阻止韋逸昇殺害林浩仁，並被韋逸昇企圖险杀害而击晕，后苏醒 參見繼才策略顧問公司 | 2006、2016                                 |
| 黃嘉樂 | 康成賢 | Calvin 瀚達益總經理 康文瀚、馬慧琪之子，後反目 康成哲同母異父之弟，與其不和兼針對及陷害其，後反目 於第3集登場 於第21集與林浩仁合作對付韋逸昇及康成哲 於第23集被揭發企圖賤賣瀚達益股份後被趕出公司 | 2016                                       |

### 林家
| 演員   | 角色   | 暱稱／關係 | 出現年份                                   |
| 黃德斌 | 林浩仁 | 阿仁、仁哥 越南華僑／私家偵探／前僱傭兵 林翠宜之堂兄 阮喬之青梅竹馬兼好友，因韋逸昇失踪而成為其第二任丈夫 韋子聰之繼父 韋逸昇之好友兼情敵，實質妒忌其，後反目並成為天敵 與武振南及阮喬在越南孤兒院長大並暗戀其 在十六年前（2000年）曾想向阮喬求婚卻被仇家擄走及虐待而間接撮合韋逸昇及阮喬，在六年後（2006年，第1集）得知韋逸昇被在越南被綁架，後為與阮喬在一起而用盡方法刪除所有有關可以找到韋逸昇的線索來讓所有人誤以為韋逸昇已死亡 於第1集（十年前；2006年）在越南為救阮喬而被武振南槍傷了一隻腳，後把其擊斃及殺害莫鴻華來滅口，後因腳受到細菌感染而要進行截肢，前一晚亦得知韋逸隆被亞昌威逼與其合謀劫走救韋逸昇的贖金 因妒忌阮喬幫韋逸昇而陷害韋逸昇 用偷聽器監聽阮喬及韋逸昇 於第17集在越南為逼走韋逸昇而把阮喬的止痛藥換成安眠藥而製造其自殺假象 於第21集與康成賢合作對付韋逸昇及康成哲 於第22集收買亞昌威脅韋逸隆，後與其爭執時誤把其撞向電路板而把其燒死並間接令阮喬流產，後誣陷韋逸昇間接令阮喬流產而毆打其 於第23集間接令韋子聰從高處墮下而重傷 於第24集被韋逸昇企圖開車撞死，後被韋逸昇用林翠宜的性命來威脅自己 於第25集間接令林翠宜失明並向韋逸昇下藥而令其精神崩潰，後欲炸死其卻錯手炸死郭卓詩 於第26集在越南企圖買槍殺害韋逸昇並設局陷害其及企圖炸死其 於第27集被韋逸昇反設局陷害並被其打至重傷，後被其擄走並被其囚禁於山洞裡，後被阮喬及葉秋救走，但最後在阮喬、韋逸昇、康成哲及葉秋面前自殺身亡 | 1991（少年）、2000、2006、2010、2013、2016 |
| 萬綺雯 | 阮 喬  | Cathy 越南華僑／事務律師，後被吊銷牌照 韋逸昇之前妻，後復合 林浩仁之妻，被其用偷聽器監聽 韋子聰之母 林翠宜之堂嫂子 參見韋家 | 1991（少年）、2000、2006、2010、2013、2016 |
| 何雁詩 | 林翠宜 | Tracy 私家偵探／考古學研究生，後於第16集成為企業顧問 林浩仁之堂妹 阮喬之堂姑仔 康成哲之歡喜冤家後暗戀其，最後為女友 郭卓詩之情敵，經常與其針鋒相對，後和好 於第4集登場 於第24集得知康成哲十年前（2006年）間接令韋逸昇被失救 於第24集起被韋逸昇利用向林浩仁復仇，後被其及康成哲擄走來威脅林浩仁 於第25集從樓梯上跌了下來而雙眼暫時失明，最後康復 參見繼才策略顧問公司 | 2016                                       |

### 葉家
| 演員   | 角色  | 暱稱／關係 | 出現年份   |
| 陳庭欣 | 葉 青 | Ivy 真正間接令韋逸昇十年前被綁架的另一主腦 繼才策略顧問公司顧問 葉秋之姊 關士杰之前女友 韋逸昇之下屬，鍾情及勾引他，曾與其發生過一夜情並且一直糾纏他，以為其與自己有機會發展 阮喬之情敵，並於十年前（2006年）曾相約其見面，並展示自己與韋逸昇的床照 於第1集（十年前；2006年）與韋逸昇、康成哲在越南被武振南綁架，被其及黨羽輪姦後慘遭殺害 | 2006       |
| 朱晨麗 | 葉 秋 | Queenie 繼才策略顧問公司經理／企業顧問／自閉症治療中心義工 葉青之妹，在其死後患上抑鬱症，後康复 於第3集登場 於第24集起被韋逸昇利用向林浩仁復仇 於第25集起假意協助韋逸昇復仇 於第26集在越南險被林浩仁炸死 於第27集與阮喬及康成哲企圖阻止韋逸昇殺害林浩仁，後被韋逸昇迷暈，最後甦醒並與阮喬企圖把林浩仁救走，但失敗 參見繼才策略顧問公司    | 2006、2016 |

### 郭家
| 演員   | 角色   | 暱稱／關係 | 出現年份 |
|        |        | 郭卓詩、郭卓強之父 僅於第13、23、25集出現                                                                                                  | 2016     |
|        |        | 郭卓詩、郭卓強之母 僅於第23集出現 | 2016     |
| 譚凱琪 | 郭卓詩 | Emma、十優、魔女（凌澤西專稱） 企業顧問，前十優狀元 郭卓強之姊 於第25集因前往回收場尋找康成哲而被林浩仁設置的炸彈炸死 參見繼才策略顧問公司 | 2016     |
| 羅鈞滿 | 郭卓強 | 電腦黑客高手 郭卓詩之弟 於第13集登場 於第28集被安排入逸聰策略顧問公司成為經理助理                                                          | 2016     |

### 繼才策略顧問公司
| 演員   | 角色   | 暱稱／關係 | 出現年份   |
| 張國強 | 關士   | C.K. 合夥人／資深企業顧問／核數師 韋逸昇之好友兼情敵兼上司（第7集起），在背後陷害其及間接令其被綁架，後反目，最後和好 曾經因韋逸昇忘恩負義而與莫鴻華合謀在越南搞工潮及欺騙他去越南來教訓他，後因得知其被綁架而被嚇至心臟病發（十年前；2006年） 葉青之前男友 追求葉秋 誣陷韋逸昇 被阿蓮得知自己與其夫十年前（2006年）在越南合謀搞工潮及陷害韋逸昇而被其威脅 於第11集陷害韋逸昇不誠實使用電腦而令其被捕 於第14集被韋逸昇誤會自己為十年前绑架其的主謀而被囚禁於下水道 於第15集被韋逸昇害至心臟病發而下半身癱瘓 於第19集逐漸康復，並決定向警方自首                              | 2006、2016 |
| 郭晉安 | 韋逸昇 | Vincent、大佬（凌澤西專稱） 合夥人（第1集）／資深企業顧問（第1集），後成為企業顧問助理（第7集起），後接管繼才（第15集），最後成為逸聰策略顧問公司老闆（第20集） 康成哲之上司（第1集，後為其下屬）兼師父，後於第24集開始利用其來復仇，後於第25集反目，最後和好 凌澤西之上司（第1集，後為其下屬）兼好友，後於第25集後反目，最後和好 關士杰之好友兼情敵兼下屬（第7集起），被其在背後陷害及被其間接綁架，後反目，最後和好 葉秋之下屬，因關士杰誣陷自己並被其針對，後和好並被其暗戀 葉青之上司兼鍾情對象，被其勾引及曾經與其發生過一夜情 郭卓詩之下屬，被其針對，後和好 參見韋家 | 2006、2016 |
| 朱晨麗 | 葉 秋  | Queenie 經理／企業顧問 韋逸昇之上司，並欣賞其兼有好感，後因關土杰誣陷其而針對其，後和好並暗戀其 阮喬之情敵 被關士杰追求 參見葉家 | 2016       |
| 王浩信 | 康成哲 | Max 經理／企業顧問 韋逸昇之下屬（第1集，後為其上司）兼徒弟，後於第24集開始被其利用來復仇，後於第25集反目，最後和好 凌澤西之上司兼好友 被郭卓詩針對，後和好並成為其暗戀對象 於20集郭卓詩主動向其示愛，便為其女友 於24集郭卓詩感覺其漸跟林翠宜互生情愫，便傷心下自動退出讓愛（但仍然愛著其） 林翠宜之歡喜冤家，後被其暗戀，最後為男友 參見康家 | 2006、2016 |
| 譚凱琪 | 郭卓詩 | Emma、十優、魔女（凌澤西專稱） 企業顧問，前十優狀元 郭卓強之姊 針對康成哲，後和好並暗戀其 於20集主動向康成哲示愛，便為其男友 於24集感覺康成哲漸跟林翠宜互生情愫，便傷心下自動退出讓愛（但仍然愛著其） 林翠宜之情敵，經常與其針鋒相對，後和好 韋逸昇之上司，並針對他，後和好 於第25集因前往回收場尋找康成哲而被林浩仁設置的炸彈炸死 | 2016       |
| 泰 臣  | 凌澤西 | West、西多士（林翠宜專稱） 經理助理 韋逸昇之下屬（第1集，後為其上司）兼好友 林翠宜之鬥氣冤家 康成哲之助手兼好友 | 2006、2016 |
| 何雁詩 | 林翠宜 | Tracy 企業顧問（第16集起） 參見林家 | 2016       |
| 陳庭欣 | 葉 青  | Ivy 企業顧問 參見葉家 | 2006       |
| 吳沚默 | 趙學蓮 | Fiona 職員 | 2016       |
| 楊潮凱 | 杜 偉  | 職員 | 2016       |
| 曹思詩 | 嘉 嘉  | 職員 | 2016       |
| 羅欣羚 | 鍾曉晴 | 職員 | 2016       |
| 楊證樺 | 胡應祖 | 職員 | 2016       |
| 蕭凱欣 | 張佩如 | 職員 | 2016       |
| 阮政峰 | 雄 仔  | 職員 | 2016       |
| 張韋怡 | 許麗歡 | 職員 | 2016       |

### 韋逸昇綁架案其他相關人士
| 演員   | 角色   | 暱稱／關係 | 出現年份         |
| 曾偉權 | 武振南 | 南哥、阿南 韋逸昇十年前被綁架的主要人物 越南華僑／綁匪 與阮喬及林浩仁在孤兒院長大，暗戀阮喬，林浩仁之情敵 在十年前（2006年）從阮喬口中得知韋逸昇與葉青有姦情，並被阮喬要求自己令葉青消失，於是決定替其報復 於第1集（十年前；2006年）在越南與莫鴻華及喪標合作綁架韋逸昇、康成哲及葉青，後輪姦葉青並殺害其，後強姦阮喬不遂並劫持其，後槍傷林浩仁，令其跛了一隻腳，最後被其擊斃來滅口 | 2006             |
| 顧冠忠 | 黎嘉銘 | 越南總軍長／越南華僑 負責調查韋逸昇被綁架一案件（十年前；2006年） 負責通知阮喬已經尋回韋逸昇（十年後；2016年） 負責調查韋逸昇的身份及資料 | 2006、2016       |
| 姚 兵  | 潘如松 | 越南總軍長／越南華僑 負責調查韋逸昇被綁架一案件（十年前；2006年） 負責通知阮喬已經尋回韋逸昇（十年後；2016年） 負責調查韋逸昇的身份及資料 | 2006、2016       |
| 李 嘉  | 李 強  | 瘋子 在荒島的山洞負責看管韋逸昇並一起在荒島生活 於第1集（十年前；2006年）起在荒島監管韋逸昇生活 於第2集（三年前；2013年）被毒蛇咬死 | 2006、2010、2013 |
| 何俊軒 | 莫鴻華 | 越南華僑／拉鏈廠領袖 阿蓮之夫 於第1集（十年前；2006年）在越南與關士杰合謀搞工潮，後與武振南及喪標合作綁架韋逸昇、康成哲及葉青，最後被林浩仁殺害滅口 | 2006             |
| 葉 暐  | 喪 標  | 越南華僑／綁匪 於第1集（十年前；2006年）在越南與武振南及莫鴻華合作綁架韋逸昇、康成哲及葉青 於第2集（十年前；2006年）遇水龍捲遇溺身亡 | 2006             |
| 麥嘉倫 | 亞 昌  | 昌哥 十年前因韋逸隆欠債而威逼其與自己合謀劫走救韋逸昇的贖金，期間亦被林浩仁得知 於第22集被林浩仁收買威脅韋逸隆，後被其打至重傷，最後與林浩仁爭執期間不小心接觸到汽油，再誤被林浩仁推向電路板引致自焚燒死 | 2006、2016       |
| 李岡龍 | 文 真  | 越南華僑／醫師 於六年前（2010年）曾經對韋逸昇失踪案提供其被藏的地點資料被林浩仁 於第23集被林浩仁用家人的性命威脅並被其威逼返回越南 | 2010、2016       |
| 陳嘉亮 | 亞 虎  | 越南華僑 於六年前（2010年）被林浩仁收買假裝文真騙阮喬有韋逸昇失踪的地點資料並欲強姦其，後被林浩仁打暈並被拘捕，但最後被釋放 於第24集逃走時與康成哲在車裡爭執，之後在車衝下海前跳出車外並間接令其重傷昏迷，最後下落不明 | 2010、2016       |
| 曾慧雲 | 阿 蓮  | 華嫂 妓女 莫鴻華之妻 得知關士杰與其夫十年前在越南合謀搞工潮及陷害韋逸昇而威脅其 | 2016             |

### 其他演員
| 演員   | 角色   | 暱稱／關係 | 出現年份               |
| 姚瑩瑩 | 何穎妍 | Wing 律師 | 2016                   |
| 余子明 | 茅學儒 | 律師 阮喬之師父 | 2006、2016             |
| 李家鼎 | 洪 坤  | 洪爺 越南黑幫頭目／毒販 曾經被林浩仁打傷 於第5集被拘捕 | 2006、2016（僅被提及） |
| 冼灝英 |        | 越南僱傭兵 林浩仁之仇家 於十六年前（2000年）擄走及虐待林浩仁，後被其炸傷而毀容 於第27集把林浩仁打至重傷，後被其刺至重傷並推向碎機而被碎死                     | 2000、2016             |
|        | 邱老爺 | 越南黑幫人士 與林浩仁勾結 於十年前（2006年）曾經提供莫鴻華的藏身地點被林浩仁 於第27集被韋逸昇用兒子的性命威脅說出林浩仁在越南的藏身地點，後與林浩仁設局陷害其 | 2006、2016             |
| 潘芳芳 | 修女   | 越南孤兒院院長 患有嚴重失憶症 於第28集在香港籌款時昏迷入院，後向韋逸昇道出阮喬、林浩仁及武振南的關係                                                          | 2016                   |
| 麥皓兒 | Apple  | 模特兒 有一子，患有自閉症 | 2016                   |
| 吕 珊  | 李小姐 | 相機公司老闆 康文瀚之舊情人 馬慧琪之好友 | 2016                   |
| 劉桂芳 |        | 相機公司負責人 | 2016                   |
| 周 驄  | 亞 冠  | 冠記麵店老闆 亞力、亞健之父 韋逸昇之恩人 | 2016                   |
| 張漢斌 | 亞 力  | 亞冠之長子 亞健之兄 韋逸昇之恩人 於第19集因其弟擅自開麵店而與其反目，因韋逸昇暗中協調而最後和好 負責製作糖水                                                  | 2016                   |
| 林敬剛 | 亞 健  | 亞冠之次子 亞力之弟 韋逸昇之恩人 於第19集因擅自開麵店而與其兄反目，因韋逸昇暗中協調而最後和好 負責製作麵條                                                    | 2016                   |
| 張本立 | 孔兆雄 | 金海星酒店合夥人 | 2016                   |
| 李子奇 | 鍾慶忠 | 金海星酒店合夥人，並在背後洗黑錢和造假帳 於第13集被康成哲設局遭逮捕                                                                                           | 2016                   |
| 黃栢文 | 蔡進財 | 金海星酒店經理，並在背後洗黑錢和造假帳 於第13集被康成哲設局遭逮捕                                                                                             | 2016                   |
| 曾守明 | 劉富城 | 金海星酒店經理 於第9集遭韋逸昇解僱，後得知蔡進財洗黑錢而勒索他，但反被其拋下樓重傷，最後甦醒                                                                  | 2016                   |
| 莫偉文 | 李子恆 | 金海星酒店客房部經理 於第9集被韋逸昇解僱 | 2016                   |
| 王德基 |        | 金海星酒店IT部主管 | 2016                   |
| 何君誠 |        | 假裝越南導遊領隊 與鍾慶忠及蔡進財合謀洗黑錢和造假帳 於第10集阻止康成哲、郭卓詩及林翠宜調查洗黑錢和造假帳的証據並陷害其們 於第11集被捕                         | 2016                   |
| 馮秀華 |        | 康成賢之秘書兼女友 | 2016                   |
| 蔡國慶 | 陳 伯  | 瀚達益股東 陳公子之父 | 2016                   |
| 黃得生 | 陳公子 | 陳伯之子 | 2016                   |
| 李海生 | 唐 伯  | 糖水鋪老闆 | 2016                   |
| 陳勉良 | 亞 全  | 洋服店老闆 | 2016                   |
| 曾健明 | 亞 貴  | 豆品店老闆 | 2016                   |
| 梁 雄  | 七 叔  | 文具店老闆 | 2016                   |
| 王致狄 |        | 地產經紀 被林浩仁及康成賢收買來陷害韋逸昇及康成哲 | 2016                   |
| 李旻芳 | 美 女  | 酒客 | 2016                   |
| 林泳淘 | 美 女  | 酒客 | 2016                   |
| 朱斐斐 | 美 女  | 酒客 | 2016                   |
| 姚浩政 | 亞 凱  | 茅學儒之徒弟 韋逸昇之辯護律師 | 2016                   |
| 黃文迪 |        | 檢控官 | 2016                   |
| 魏惠文 |        | 法官 | 2016                   |
| 徐玟晴 |        | 治療師 | 2016                   |
| 易宇航 | 碧 恆  | 國際球星 本因檔期拒絕韋逸昇安排之宣傳活動,後韋逸昇借攀石結識並說服其出席                                                                                      | 2016                   |
| 葉婷芝 | 張姑娘 | | 2016                   |
| 霍健邦 |        | | 2016                   |
| 鄭詠謙 |        | |                        |

## 軼事
- 此劇是繼《珠光寶氣》、《萬凰之王》、《名媛望族》及《大太監》後再次以两集首播的電視劇。
- 此劇原版是28集；首播版是27集，最後兩集合併為一集。
- 此劇飾演兄弟的演員王浩信與黃嘉樂，實際上黃嘉樂年齡比王浩信大4歲。
- 此劇飾演堂兄妹的演員黃德斌與何雁詩，實際上黃德斌比何雁詩大29歲。
- 此劇是TVB劇集史上首次安排兩名港姐冠軍（陳庭欣及朱晨麗）飾演兩姐妹。
- 此劇是萬綺雯繼亞視《大提琴與點38》、無綫電視《好心作怪》後第三次飾演反派。萬綺雯其後接受電話訪問，並說：「我一直覺得自己係戇居居咁做咗Big Boss，只係好內疚咁面對安仔，好彩最後都係Happy Ending完美結局。」[7]
- 此劇是黃德斌繼《真情》、《烈火雄心》後第三次飾演越南人及繼《離島特警》、《鑑證實錄II》、《刑事偵緝檔案IV》、《陀枪师姐III》、《ID精英》、《誘情轉駁》、《天與地》、《心戰》、《飛虎》後第十度飾演反派。
- 此劇是王浩信從歌手轉型至演員後首次主唱劇集主題曲。
- 此劇是羅鈞滿在無綫電視的告別作。
- 此劇是郭晉安繼《團圓》後再次飾演性格亦正亦邪的角色。
- 此劇是郭晉安與萬綺雯繼《老表，你好嘢！》、《老表，你好hea！》後第三度合作兼飾演情侶。
- 此劇是王浩信與萬綺雯繼《好心作怪》、《東坡家事》後第三度合作。
- 此劇是謝雪心與王浩信繼《法外風雲》後再度飾演母子。
- 另一套電視劇《誇世代》的其中一集，尚家大姐夫被四弟關在與本劇主角被關時相同之環境。大姐夫還在大喊「致命復活？」
- 此劇首播時的午夜劇集時段重播《創世紀II天地有情》，令郭晉安在後者重播時在黃金時段及午夜劇集時段同時出現。
- 此劇原有兩個結局，第一：郭晉安與萬綺雯有完美結局；第二：過去第三集到廿七集，一切都是夢裡發生，實際上依然都在山洞裡。最後取決第一個結局。

## 播放模式
此劇是繼《舞動全城》、《珠光寶氣》及《幕後玩家》後第四套全以16:9形式播放的全自製（非合拍、外購）劇集，劇集於模擬電視4:3電視機播放時，會以16:9的形式播出（即畫面上下會有兩條黑邊出現）。

## 收視
以下為本劇於香港無綫電視翡翠台之收視紀錄：
| 週次 | 集數   | 日期                                                                 | 平均收視          | 最高收視        | 備註 |
| 1    | 1－8   | 2016年11月20日－11月27日 （11月20日兩小時首播） （11月26日暫停播映） | 21點（首播） 22點 | 24點（首播） 點 | 首播第一集平均收視22.1點 首播第二集平收視20.1點；兩集內最高收視24點 星期一至五平均收視22.9點 星期一第三集平均收視25點 星期二第四集平均收視23點 星期日平均收視 點 |
| 2    | 9－14  | 2016年11月28日－12月4日 （12月3日暫停播映）                          | 23點              | 25點            | 星期一至五平均收視22.7點 星期日平均收視21點 |
| 3    | 15－21 | 2016年12月5日－12月11日                                              | 23點              | 26點            | 星期一至五平均收視23.4點 星期六平均收視 點 星期日平均收視 點 |
| 4    | 22－28 | 2016年12月12日－12月17日                                             | 22點              | 點              | 星期一至五平均收視22點 星期六大結局平均收視20.5點 |
| 全劇 | 全劇   | 全劇                                                                 | 23點              | 26點            | |

## 獎項及提名

### 萬千星輝頒獎典禮2016
| 獎項               | 單位                       | 結果             |
| ------------------ | -------------------------- | ---------------- |
| 最佳劇集           | 致命復活                   | 提名             |
| 最佳男主角         | 郭晉安                     | 提名（最後五強） |
| 最佳女主角         | 萬綺雯                     | 提名             |
| 最佳男配角         | 古明華                     | 提名             |
| 最佳女配角         | 朱晨麗                     | 提名             |
| 最受歡迎電視男角色 | 郭晉安                     | 提名             |
| 最受歡迎電視女角色 | 萬綺雯                     | 提名             |
| 飛躍進步女藝員     | 何雁詩                     | 提名             |
| 最受歡迎劇集歌曲   | 不可告人（主唱：王浩信）   | 提名             |
| 最受歡迎劇集歌曲   | 愛需要勇氣（主唱：何雁詩） | 提名（最後三強） |
| 專業演員大獎       | 古明華                     | 獲獎             |
| 萬千光輝演藝人大獎 | 周 驄                      | 獲獎             |

## 記事
- 2015年12月14日：此劇於12:30在將軍澳電視廣播城一廠Common Room舉行試造型記者會。[12]
- 2016年2月1日：此劇於12:30在將軍澳電視廣播城十五廠舉行開鏡拜神。[13]
- 2016年2月21日：王浩信在拍攝一場外景車戲時發生意外，有輕微腦震盪及皮外傷，需留醫治療。[14][15]
- 2016年3月30日：此劇前往越南胡志明市取景。[16][17][18][19]
- 2016年5月7日：此劇外景煞科。[20]
- 2016年11月11日：此劇於14:30在粉錦公路打石湖石塘藝滿訓練基地舉行「求生在野」宣傳活動。[21]
- 2016年11月17日：此劇於14:00在尖沙咀麼地道72號千禧新世界香港酒店2樓大宴會廳舉行「一切從越南開始」宣傳活動。[22]
- 2016年11月20日：此劇於21:30-23:30首播120分鐘序章（原裝版第1-2集）。
- 2016年11月30日：此劇於12:30在尖沙咀梳士巴利道巴士站舉行「追蹤主謀大行動」花車巡遊宣傳活動。[23][24][25]
- 2016年12月10日：此劇於12:00在屯門青山灣青山公路1號黃金海岸商場地下棕櫚廣場舉行「絕處逢生」宣傳活動。[26][27]
- 2016年12月17日：此劇於19:45在尖沙咀彌敦道90-94號頂好海鮮酒家舉行結局晚宴，而當晚此劇於20:30-22:30播映2小時大結局（香港首播版第27集，原裝版第27-28集）。[7][28]

## 外部連結
- 致命復活 - myTV SUPER （页面存档备份，存于）

## 電視節目的變遷
| 香港 無綫電視翡翠台 每晚 21:30 - 22:30 · 11月20日 21:30-23:30 · 11月26日及12月3日 暫停播映 | 香港 無綫電視翡翠台 每晚 21:30 - 22:30 · 11月20日 21:30-23:30 · 11月26日及12月3日 暫停播映 | 香港 無綫電視翡翠台 每晚 21:30 - 22:30 · 11月20日 21:30-23:30 · 11月26日及12月3日 暫停播映 |
| ------------------------------------------------------------------------------------------ | ------------------------------------------------------------------------------------------ | ------------------------------------------------------------------------------------------ |
|                                                                                            | 致命復活 （2016-11-20 - 2016-12-17）                                                       |                                                                                            |
| 來自喵喵星的妳 （2016-10-17 - 2016-11-18）                                                 | 巾幗梟雄之諜血長天(刪減版) （2016-12-19 - 2017-01-14）                                     |                                                                                            |

| 马来西亚 Astro On Demand、Astro On Demand HD 每晚 21:30 - 22:15 · 11月20日 21:30-23:15 · 11月26日及12月3日 暫停播映 | 马来西亚 Astro On Demand、Astro On Demand HD 每晚 21:30 - 22:15 · 11月20日 21:30-23:15 · 11月26日及12月3日 暫停播映 | 马来西亚 Astro On Demand、Astro On Demand HD 每晚 21:30 - 22:15 · 11月20日 21:30-23:15 · 11月26日及12月3日 暫停播映 |
| --- | --- | --- |
| | 致命復活 （2016-11-20 - 2016-12-17）                                                                                | |
| 來自喵喵星的妳 （2016-10-17 - 2016-11-20）                                                                          | 巾幗梟雄之諜血長天(刪減版) （2016-12-19 - 2017-01-14）                                                              | |

| 新加坡 TVB首选 每晚 21:30 - 22:15 · 11月20日 21:30-23:15 · 11月26日及12月3日 暫停播映 | 新加坡 TVB首选 每晚 21:30 - 22:15 · 11月20日 21:30-23:15 · 11月26日及12月3日 暫停播映 | 新加坡 TVB首选 每晚 21:30 - 22:15 · 11月20日 21:30-23:15 · 11月26日及12月3日 暫停播映 |
| ------------------------------------------------------------------------------------- | ------------------------------------------------------------------------------------- | ------------------------------------------------------------------------------------- |
|                                                                                       | 致命復活 （2016-11-20 - 2016-12-17）                                                  |                                                                                       |
| 來自喵喵星的妳 （2016-10-17 - 2016-11-20）                                            | 巾幗梟雄之諜血長天(刪減版) （2016-12-19 - 2017-01-14）                                |                                                                                       |

| 澳洲 TVBJ 星期一至五 20:15 - 21:15，星期六、日 21:00 - 22:00 | 澳洲 TVBJ 星期一至五 20:15 - 21:15，星期六、日 21:00 - 22:00 | 澳洲 TVBJ 星期一至五 20:15 - 21:15，星期六、日 21:00 - 22:00 |
| ------------------------------------------------------------ | ------------------------------------------------------------ | ------------------------------------------------------------ |
|                                                              | 致命復活 （2016-11-20 - 2016-12-17）                         |                                                              |
| 來自喵喵星的妳 （2016-10-17 - 2016-11-20）                   | 巾幗梟雄之諜血長天(刪減版) （2016-12-20 - 2017-01-15）       |                                                              |

| HUB娛家戲劇台 每晚 21:00－22:00            | HUB娛家戲劇台 每晚 21:00－22:00                        | HUB娛家戲劇台 每晚 21:00－22:00 |
| ------------------------------------------ | ------------------------------------------------------ | ------------------------------- |
|                                            | 致命復活 （2017-03-03 - 2017-03-30）                   |                                 |
| 來自喵喵星的妳 （2017-01-30 - 2017-03-02） | 巾幗梟雄之諜血長天(刪減版) （2017-03-31 - 2017-04-25） |                                 |

| Astro華麗台、Astro華麗台HD 星期一至五 21:30－22:30 時段 | Astro華麗台、Astro華麗台HD 星期一至五 21:30－22:30 時段 | Astro華麗台、Astro華麗台HD 星期一至五 21:30－22:30 時段 |
| ------------------------------------------------------- | ------------------------------------------------------- | ------------------------------------------------------- |
|                                                         | 致命復活 （2018-05-23－2018-06-29）                     |                                                         |
| 來自喵喵星的妳 （2018-04-09－2018-05-22）               | 乘勝狙擊 （2018-07-02－2018-08-08）                     |                                                         |